# Vid, Veszprém
Vid  este un sat în districtul Devecser, județul Veszprém, Ungaria, având o populație de 139 de locuitori (2011). 

## Demografie
Componența etnică a satului Vid
     Maghiari (87,59%)
     Romi (10,34%)
     Germani (2,07%)
Componența confesională a satului Vid
     Romano-catolici (54,68%)
     Fără religie (15,83%)
     Luterani (8,63%)
     Reformați (5,76%)
     Necunoscută (15,11%)
Conform recensământului din 2011, satul Vid avea 139 de locuitori. Din punct de vedere etnic, majoritatea locuitorilor (87,59%) erau maghiari, existând și minorități de romi (10,34%) și germani (2,07%).  Din punct de vedere confesional, majoritatea locuitorilor (54,68%) erau romano-catolici, existând și minorități de persoane fără religie (15,83%), luterani (8,63%) și reformați (5,76%). Pentru 15,11% din locuitori nu este cunoscută apartenența confesională.